# 40 Persei
40 Persei (40 Per / o Persei) es una estrella en la constelación de Perseo de magnitud aparente +4,98.
40 Persei es una estrella blanco-azulada de la secuencia principal de tipo espectral B0.5V.
Es muy caliente, alcanzando su temperatura efectiva los 28.700 K.
Su luminosidad es 23.600 veces superior a la luminosidad solar y una gran parte de su energía es radiada como luz ultravioleta.
Tiene un radio 6,2 veces más grande que el radio solar y su período de rotación es inferior a 10 días.
Con una masa de 14 masas solares sobrepasa el límite a partir del cual las estrellas finalizan su vida explosionando como supernovas.
Por ello, después de que 40 Persei complete su núcleo de helio, aumentará en tamaño hasta convertirse en una supergigante roja que fusionará su helio interior, a través de neón, magnesio y azufre, para formar en última instancia hierro.
Dado que la fusión nuclear no puede progresar más allá del hierro, se producirá el colapso del núcleo y la explosión en forma de supernova.
La edad actual de 40 Persei es de casi 12 millones de años.
Al igual que otras estrellas de la constelación como Menkib (ζ Persei) o X Persei, 40 Persei forma parte de la asociación estelar Perseus OB2.
Se encuentra a 1055 ± 72 años luz de distancia del sistema solar.